# António Álvares da Cunha, Senhor de Tábua
António Álvares da Cunha (Estado da Índia, 1 de maio de 1626 – 26 de maio de 1690), 17.º Senhor de Tábua de juro e herdade, e da vila de Ouguela, foi um fidalgo português que teve destacado papel na Restauração de independência, sendo um dos conjurados de 1640. Comendador da Ordem de Cristo (comendas de Santa Maria de Carrazedo e São Miguel de Nogueira), foi também trinchante da Casa Real de D. João IV, D. Afonso VI e de D. Pedro II, coronel de um dos regimentos das Ordenanças da Corte, 25.° guarda-mor da Torre do Tombo de 1668 a 1690, e deputado da Junta dos três Estados.

## Biografia
Nascido na Índia (onde seu pai fora membro do 1.º Conselho de Governo Interino, que governou o Estado da Índia entre julho e outubro de 1629), veio para Lisboa estudar com onze anos quando o pai faleceu e a mãe ingressou, juntamente com as filhas, num convento em Goa. E, quando chegou, encontrou proteção na casa do tio, D. Rodrigo da Cunha, arcebispo de Lisboa.
Tal como o seu tio, deu uma contribuição muito importante para a aclamação de D. João IV de Portugal e para a Restauração da Independência portuguesa e foi um dos Conjurados de 1640.
Serviu na Guerra da Restauração como capitão de cavalos de couraças na província do Alentejo e foi governador de Évora. Fez parte da armada que, em 1682, trouxe a Portugal o duque de Saboia. 
Fez o suplemento do segundo tomo ou terceira parte da "História Eclesiástica de Lisboa" começada por seu tio arcebispo. Igualmente escreveu "Atlas Lusitanus" que compreende a história e geografia do Reino de Portugal e várias outras obras.
Foi também autor de poesias, nas quais "exprime-se com energia, metrifica bem e rima com facilidade".
Foi o primeiro membro português da Royal Society de Londres, eleito em 1668, assim como foi secretário e fundador da Academia dos Generosos em Portugal.

## Dados genealógicos
Oitavo filho de D. Lourenço da Cunha, 16.º Senhor de Tábua de juro e herdade, e de sua mulher Isabel de Aragão, filha de Fradique Carneiro, capitão-mór da armada do Estado da Índia e neta paterna de Luís Carneiro, senhor da Ilha do Príncipe e de sua mulher D. Leonor de Aragão (trineta do 1.º duque de Villahermosa). 
Casou em 1630 com D. Maria Manoel de Vilhena, filha de D. Cristóvão Manoel de Vilhena, Comendador de São Paulo de Maçãs na Ordem de Cristo e de Macains, senhor do morgado de Alcarapinha e de sua mulher D. Joana de Faria; D. Maria Manoel era irmã do 1.º conde de Vila Flor.
Filhos e filhasː
- D. Joana Manoel (29 de maio de 1649), casada com seu tio materno D. Sancho Manoel de Vilhena, 1.º Conde de Vila Flor;
- D. Isabel Margarida (1650), Abadessa do Mosteiro de Santa Clara de Lisboa;
- D. João Lourenço da Cunha (18 de março de 1652), Almirante do Estreito de Ormuz onde morreu em batalha;
- D. Manuel da Cunha (15 de dezembro de 1653 - 22 de março de 1660);
- D. Cristóvão da Cunha (1 de abril de 1655 - 29 de março de 1660);
- D. Rodrigo da Cunha (26 de agosto de 1656 - 26 de janeiro de 1660);
- D. Pedro Álvares da Cunha (13 de janeiro de 1658 - 18 de janeiro de 1728) sucedeu na Casa, 18.º Senhor de Tábua de juro e herdade, casado com Inês Maria de Melo (primeiro casamento) e com Maria Teresa de Vilhena (segundo casamento). Com geração, de ambos os casamentos;
- D. Luís da Cunha (25 de janeiro de 1662 - 9 de outubro de 1749), famoso diplomata, autor das Memórias da Paz de Utrecht;
- D. Clara da Cunha (17 de agosto de 1663 - 1663);
- D. Catarina de Menezes (n. em novembro de 1666), religiosa no Mosteiro de Santos, da Ordem de Santiago, onde sua mãe igualmente se recolheu depois de viúva.